# Élaine Greffulhe
Pour les articles homonymes, voir Greffulhe.
Hélène Josèphe Marie Charlotte Greffulhe dite Élaine Greffulhe, née le 19 mars 1882 à Paris (VIIIe arrondissement), morte le 11 février 1958 à Paris (XVIe arrondissement), est une aristocrate française qui épousa Armand de Gramont, duc de Guiche puis 12e duc de Gramont. 

## Biographie

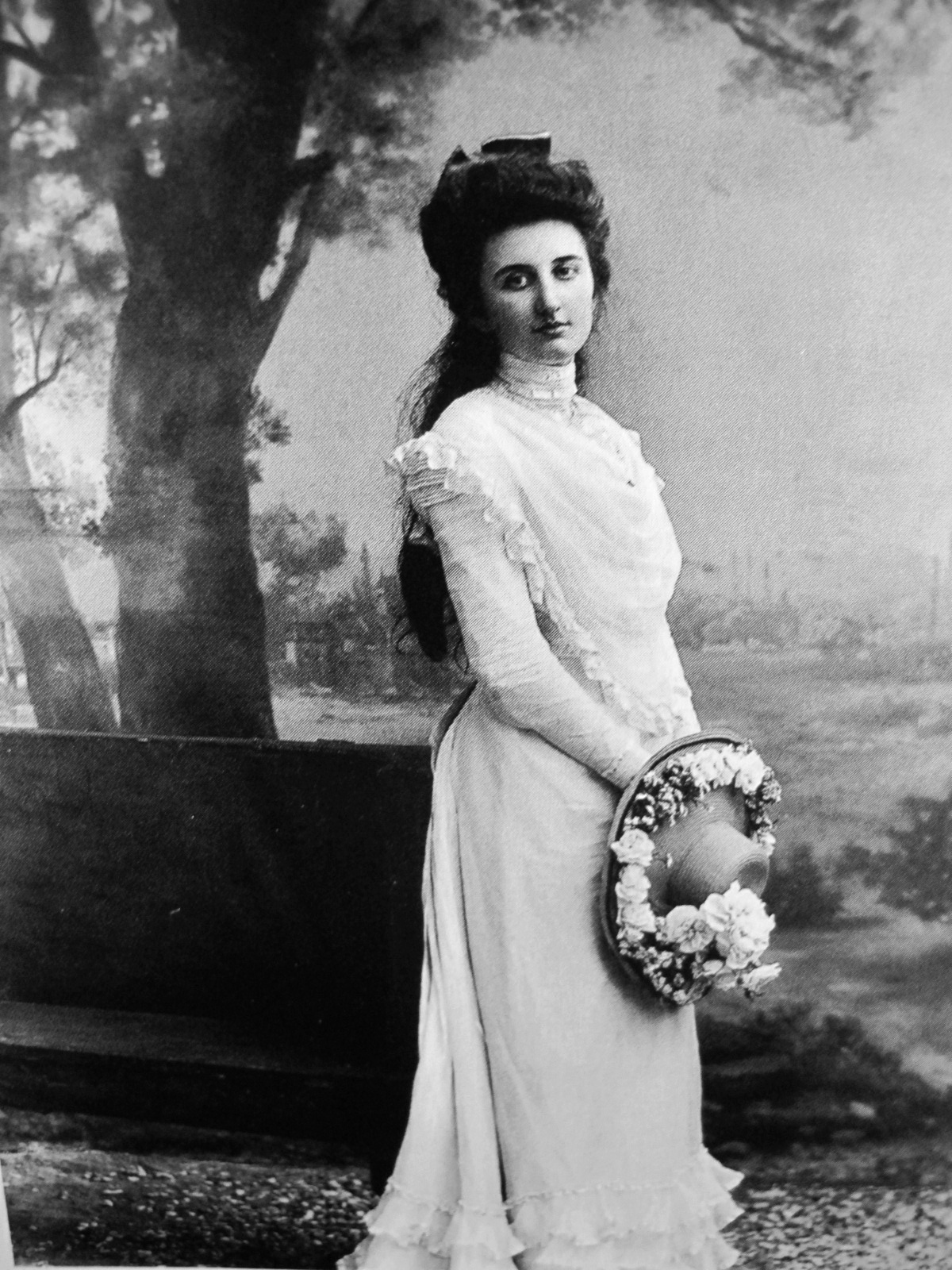
Élaine Greffulhe jeune fille (photographie de Paul Nadar)

Élaine Greffulhe est la fille du comte Henry Greffulhe, et de sa femme, la comtesse Élisabeth de Riquet de Caraman-Chimay. Par son père, elle est issue d'une riche famille de financiers et de propriétaires fonciers ayant multiplié leur fortune au XVIIIe siècle, puis après la Révolution française, et qui fut anoblie sous la Restauration. Le comte Henry Greffulhe, vu comme un tyran domestique, servit de modèle à Marcel Proust pour le personnage du « duc de Guermantes ». Du côté maternel, Élaine descend d'une illustre famille franco-belge, celle des Riquet de Caraman, ayant hérité par mariage du titre des « princes de Chimay ».
Son enfance se passe à l'hôtel particulier parisien de ses parents au 8-10 rue d'Astorg, avec des séjours au château de Bois-Boudran et à la villa de Dieppe. Elle est très proche de sa mère, qu'elle accompagne parfois en voyage en Angleterre ou en Suisse, accompagnée de sa gouvernante anglaise, Miss Annie. Mais elle est plus austère avec un sens du devoir et de fortes convictions religieuses héritées de sa grand-mère paternelle, Félicité de La Rochefoucauld.
|  |

Son mariage avec Armand de Gramont, duc de Guiche, est célébré le 14 novembre 1904, en l'église de la Madeleine à Paris. La comtesse Greffulhe, vêtue d'une robe aux reflets d'or, éclipse sa fille par sa beauté. Lors du mariage, un film d'une durée d'une minute et douze secondes fut tourné, et montre les mariés et des invités descendant l'escalier de l'église. Gabriel Fauré compose pour la messe de mariage un motet Tantum ergo pour soprano, chœur à quatre voix et orgue. Ensuite la réception a lieu à l'hôtel Greffulhe. On admire les cadeaux exposés, comme il était d'usage à l'époque, parmi ceux-ci : un diadème de douze diamants, et d'autres bijoux offerts par la famille de Gramont, une agrafe de corsage de rubis offerte par le grand-duc et la grande-duchesse Wladimir, un éventail, peint par Madeleine Lemaire de la part de Robert de Montesquiou avec un poème, un flacon serti de rubis de la part du duc de Chartres, sans parler d'un bénitier d'émail offert par l'abbé Mugnier, confesseur d'Élaine et de sa mère. Marcel Proust offre, quant à lui, une paire de pistolets dans un coffret en cuir...
De cette union naissent cinq enfants : 
- Antoine, 13e duc de Gramont (Paris 8e, 17 juin 1907 - Les Lilas, 12 décembre 1995), marié en 1949 avec Odile Sublet d'Heudicourt de Lenoncourt (1914-1994), dont postérité ;
- Henri (Paris 8e, 14 décembre 1909 - Paris 8e, 29 mars 1994), marié en 1939 avec Élisabeth Meunier du Houssoy, dont postérité ;
- Jean (Paris 8e, 14 décembre 1909 - Paris 8e, 3 juillet 1984), marié en 1941 avec Ghislaine Meunier du Houssoy, dont postérité  ;
- Charles (Paris 16e, 17 mars 1911 - Paris 15e, 5 mars 1976), marié avec Shermine Baras, sans postérité ;
- Corisande (Paris 16e, 12 octobre 1920 - Paris 17e, 17 juillet 1980), épouse le comte Jean-Louis de Maigret.

Armand de Gramont (1879-1962) est issu de l'une des plus anciennes familles de la noblesse française. Ce fut un grand scientifique français spécialisé dans l'aérodynamique. Il fonda la société Optique et précision de Levallois (OPL) et fut élu comme membre de l'Institut de France. Armand de Gramont était encore un excellent joueur de polo et fut l'un des instigateurs du polo de Cannes (avec le baron de Meyronnet Saint-Marc, le prince Ghika et le capitaine Joseph Joubert) et le polo de Deauville (avec le baron Robert de Rothschild et le capitaine Joubert).
Plusieurs portraits de la famille de Gramont ont été réalisés par le talentueux portraitiste mondain Philip Alexius de László, très en vogue à cette époque, dont un représentant la gracieuse jeune duchesse de Guiche. Elle se fit également portraiturer par Nadar.
Selon la biographe Anne de Cossé-Brissac, la duchesse de Gramont n'avait pas la beauté de sa mère, mais elle était jolie dans sa jeunesse. Elle était de caractère doux et réservé et versifiait, pardonnant les écarts de son mari. Auteur de poèmes charmants dans son enfance, elle vécut dans l'ombre de son brillant époux après avoir passé sa jeunesse dans l'ombre de sa mère. Elle faisait partie de divers comités de patronage de sociétés de musique.
Les archives des Greffulhe, alliés par mariage à la Maison de Gramont sont, entre autres, conservées aux Archives nationales sous les cotes 101AP/I et 101AP/II.